# Massiyatou Latoundji Lauriano
Pour les articles homonymes, voir Lauriano (homonymie).
Massiyatou Latoundji Lauriano est une femme politique béninoise.

## Biographie
Massiyatou Latoundji Lauriano est une femme politique béninoise. Après l'obtention de son baccalauréat en 1977, elle entre à la faculté de droit de l'université nationale du Bénin. Compte tenu de la crise politique de cette époque, elle va en France pour y poursuivre ses études et revient dans son pays comme cadres dans les ministères du Travail et des Affaires sociales, du Commerce et au ministère des Finances. Grâce à son militantisme au PRD, elle est nommée en 2003 dans le gouvernement du général Mathieu Kérékou comme ministre de la Famille, de la Protection sociale et de la Solidarité, puis ministre du Commerce et de l'Industrie,,,,.